# Typ 22 Broadsword
Typ 22 Broadsword (či třída Broadsword) je třída fregat Britského královského námořnictva. Celkem bylo ve třech sériích postaveno 14 jednotek této třídy. První dvě série představují primárně protiponorkové fregaty, přičemž třetí sérii tvoří víceúčelové fregaty. Velká Británie již všechny vyřadila. U zahraničních uživatelů (Brazílie, Rumunsko a Chile) jich sloužilo celkem 7 kusů. Roku 2017 ve službě zůstávalo posledních pět.

## Pozadí vzniku

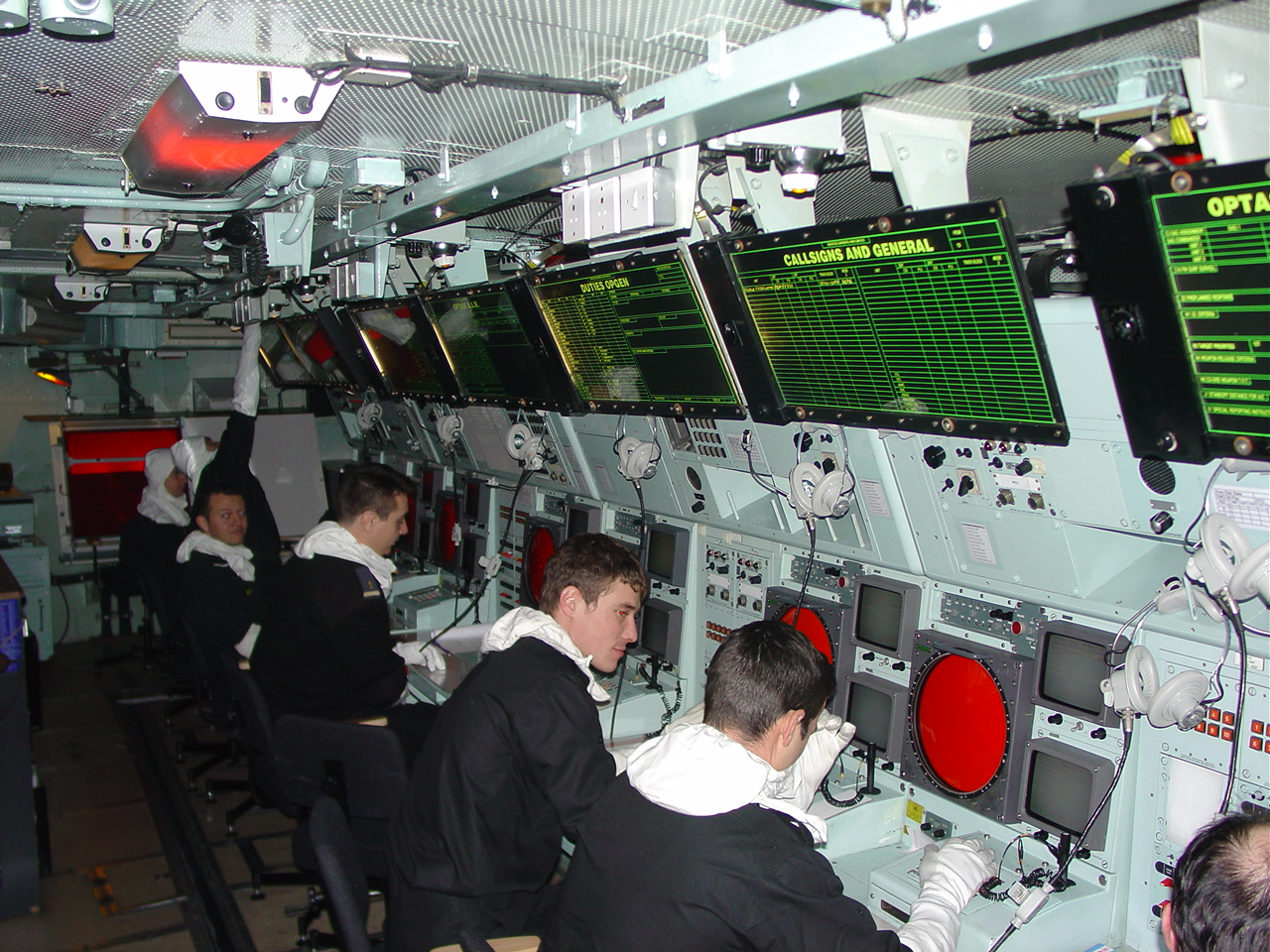
Interiér fregaty Regele Ferdinand (F221)

Celá třída byla vyvinuta k posílení protiponorkových sil NATO, hlídkujících proti sovětským jaderným ponorkám na čáře Grónsko-Island-Spojené království. Specializované fregaty původně dokonce ani nenesly kanón hlavní ráže. Britské námořnictvo totiž tehdy rozlišovalo plavidla specializovaná na protiponorkovou a protivzdušnou obranu. Měla být přitom větší a odolnější, než kontroverzní předchozí typ 21 Amazon.
Celá třída byla stavěna ve třech, postupně zdokonalovaných, skupinách. První skupinu (Batch I) tvoří jednotky Broadsword (F88), Battleaxe (F89), Brilliant (F90) a Brazen (F91). Plavidla byla postavena v letech 1975–1982.
Nejpočetnější druhou skupinu (Batch II) tvoří fregaty Boxer (F92), Beaver (F93), Brave (F94), London (F95), Sheffield (F96) a Coventry (F98). Původně měla být i tato série čtyřkusová, fregaty Sheffield a Coventry ale byly objednány jako náhrada za lodě potopené ve falklandské válce. Plavidla byla postavena v letech 1979–1988.
Poslední skupinu (Batch III) představují čtyři jednotky, pojmenované Cornwall (F99), Cumberland (F85), Campbeltown (F86) a Chatham (F87). Postaveny byly v letech 1983–1990. Po nich námořnictvo přešlo na nové fregaty typu 23 Norfolk.
Jednotky typu 22:
| Jméno                 | Verze     | Spuštěna           | Vstup do služby   | Status |
| --------------------- | --------- | ------------------ | ----------------- | --- |
| HMS Broadsword (F88)  | Batch I   | 12. května 1978    | 3. května 1979    | Vyřazena 1995, dne 30. června 1995 zařazena brazilským námořnictvem jako Greenhalgh (F46), vyřazena 10. srpna 2021. |
| HMS Battleaxe (F89)   | Batch I   | 18. května 1977    | 28. března 1980   | Vyřazena 1997, dne 30. dubna 1997 zařazena brazilským námořnictvem jako Rademaker (F49), aktivní.                   |
| HMS Brilliant (F90)   | Batch I   | 15. prosince 1978  | 15. května 1981   | Vyřazena 1996, dne 30. srpna 1996 zařazena brazilským námořnictvem jako Dodsworth (F47), vyřazena 2012.             |
| HMS Brazen (F91)      | Batch I   | 4. března 1980     | 2. července 1982  | Vyřazena 1994, dne 30. srpna 1996 zařazena brazilským námořnictvem jako Bosísio (F48), vyřazena 28. září 2015.      |
| HMS Boxer (F92)       | Batch II  | 17. června 1981    | 14. ledna 1984    | Vyřazena 1999. |
| HMS Beaver (F93)      | Batch II  | 8. května 1982     | 13. prosince 1984 | Vyřazena 1999. |
| HMS Brave (F94)       | Batch II  | 19. listopadu 1983 | 4. července 1986  | Vyřazena 1999. |
| HMS London (F95)      | Batch II  | 27. října 1984     | 5. června 1987    | Vyřazena 1999, dne 21. dubna 2005 zařazena rumunským námořnictvem jako Regina Maria (F222), aktivní.                |
| HMS Sheffield (F96)   | Batch II  | 26. března 1986    | 26. července 1988 | Vyřazena 2002, dne 5. září 2003 zařazena chilským námořnictvem jako Almirante Williams (FF-19), aktivní.            |
| HMS Coventry (F98)    | Batch II  | 8. dubna 1986      | 24. října 1988    | Vyřazena 2001, dne 9. září 2004 zařazena rumunským námořnictvem jako Regele Ferdinand (F221), aktivní.              |
| HMS Cumberland (F85)  | Batch III | 21. června 1986    | 10. června 1989   | Vyřazena. |
| HMS Campbeltown (F86) | Batch III | 7. října 1987      | 27. května 1989   | Vyřazena. |
| HMS Chatham (F87)     | Batch III | 20. ledna 1988     | 4. května 1990    | Vyřazena. |
| HMS Cornwall (F99)    | Batch III | 14. října 1985     | 23. dubna 1988    | Vyřazena 2011. |

## Konstrukce

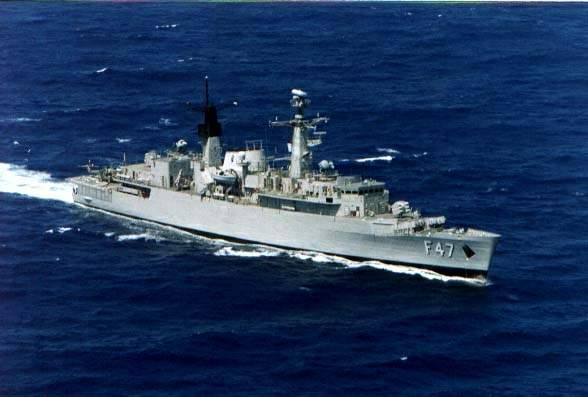
První série typu 22 – nyní brazilská Dodsworth (F47)

### TřídaBroadsword(type 22 Batch I)
Hlavní údernou výzbrojí fregat jsou čtyři protilodní střely MM.38 Exocet. Protivzdušnou obranu zajišťují dva šestinásobné kontejnery protiletadlových řízených střel Sea Wolf. Ty mohou ničit letadla, vrtulníky i protilodní střely. Jedinou hlavňovou výzbrojí jsou dva 40mm kanóny (později nahrazené ráží 30 mm). K napadání ponorek fregaty nesou dva trojhlavňové 324mm protiponorkové torpédomety pro lehká torpéda Mk 46 či Stingray. Protiponorkové schopnosti plavidla umocňují dva vrtulníky Westland Lynx, operující ze zádi. Pro oba mají fregaty hangár.
Pohonný systém je koncepce COGOG. Pro plavbu ekonomickou rychlostí slouží dvě plynové turbíny Rolls-Royce Tyne RM1C, přičemž v bojové situaci jsou použity dvě výkonnější typu Rolls-Royce Olympus TM3B. Nejvyšší rychlost činí 30 uzlů.

### TřídaBoxer(type 22 Batch II)

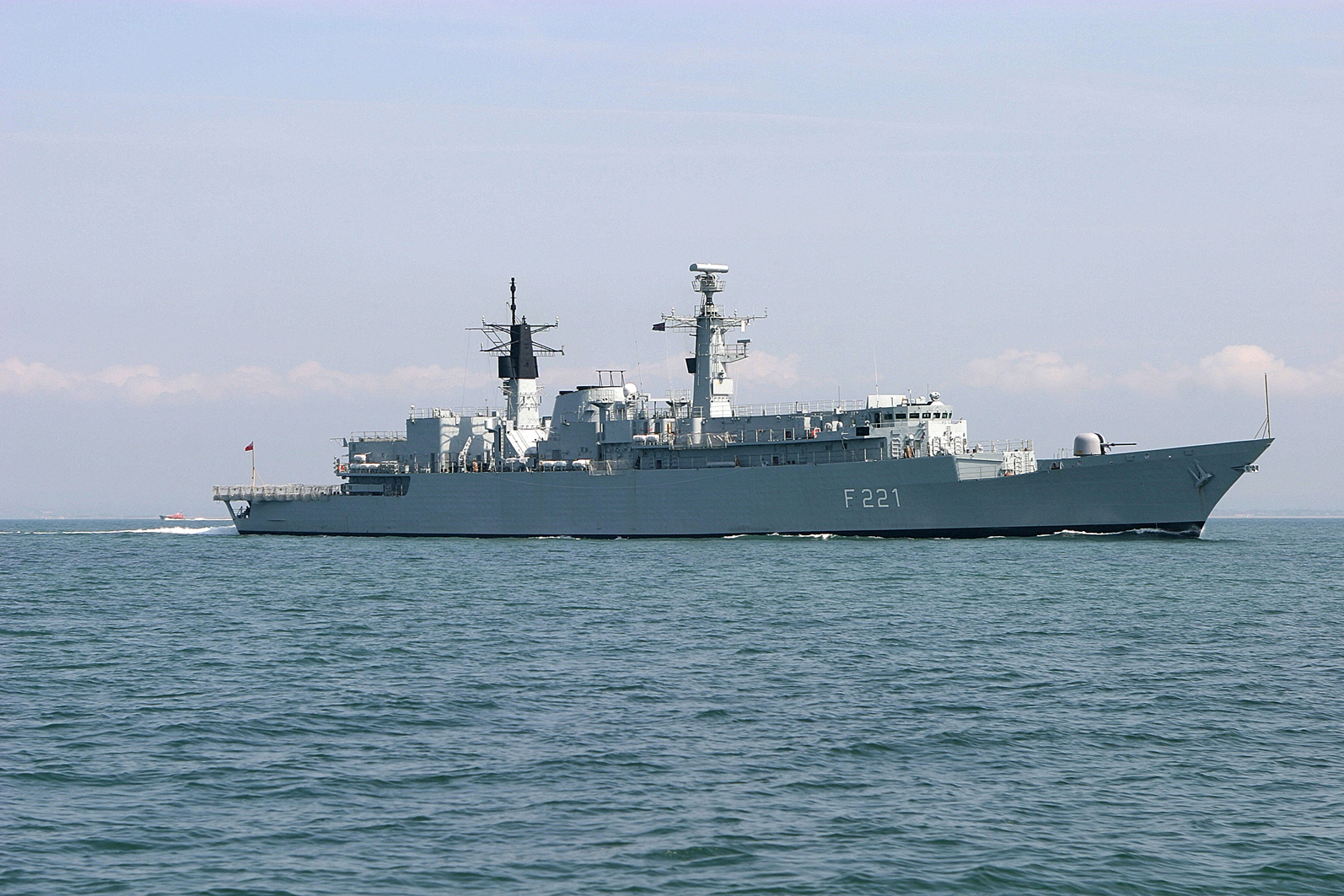
Druhá série typu 22 – nyní rumunská Regele Ferdinand (F221)

Hlavní rozdíl oproti první sérii představuje nový sonar a modernější elektronika. Lehkou výzbroj tvoří dva 30mm kanóny. Palubní hangár byl zvětšen, aby pojmul dva vrtulníky většího typu Merlin.

### TřídaCornwall(type 22 Batch III)
Třetí skupina typu 22 byla značně vylepšená na základě zkušeností z falklandské války. Má delší trup, větší výtlak a účinnější výzbroj, umožňující jejich univerzální nasazení. Zesílenou hlavňovou výzbroj tvoří jeden 114mm kanón v dělové věži na přídi, dva 20mm kanóny a jeden 30mm obranný systém Goalkeeper CIWS. Střely Sea Wolf zůstaly zachovány, ovšem protilodní výzbroj tvoří dvojnásobný počet amerických střel Harpoon. Rovněž počet torpédometů zůstal nezměněn.
Pohonný systém byl změněn na koncepci COGAG. Pro plavbu ekonomickou rychlostí slouží dvě plynové turbíny Rolls-Royce Tyne RM3C, přičemž v bojové situaci se připojí ještě dvě turbíny typu Rolls-Royce Spey SM1A. Nejvyšší rychlost zůstala nezměněna – 30 uzlů.

## Zahraniční uživatelé
Brazílie
- Brazilské námořnictvo získalo v letech 1995–1996 celou první čtveřici. Plavidla nesou jména – Greenhalgh (F46), Rademaker (F49), Dodsworth (F47) a Bosísio (F48).

 Chile
- Chilské námořnictvo získalo v roce 2003 jednu fregatu druhé série typu 22. Slouží pod názvem Almirante Williams (FF-19).

 Rumunsko
- Rumunsko – Rumunské námořnictvo provozuje dvě fregaty z druhé série, nesoucí jména Regina Maria (F222) a Regele Ferdinand (F221).